# Арна (Валле-д'Аоста)
Арна (фр. Arnad) — муніципалітет в Італії, у регіоні Валле-д'Аоста.
Арна розташована на відстані близько 570 км на північний захід від Рима, 33 км на схід від Аости.
Населення — 1285 осіб (2014).
Щорічний фестиваль відбувається 11 листопада. Покровитель — Мартин Турский.

## Демографія
Населення за роками:

Станом на 1 січня 2023 року в муніципалітеті офіційно проживали 52 іноземці з 14 країн, серед них 5 громадян країн Євросоюзу.

## Сусідні муніципалітети
- Бар
- Шаллан-Сен-Віктор
- Доннас
- Он
- Іссім
- Іссонь
- Перло
- Понбозе
- Веррес